# Vương cung thánh đường San Silvestro in Capite
Vương cung thánh đường Thánh Silvester đệ Nhất, còn được gọi là Vương cung thánh đường San Silvestro in Capite (tiếng Latinh: Sancti Silvestri in Capite), là một tiểu vương cung thánh đường và nhà thờ hiệu tòa Công giáo Rôma được cung hiến cho thánh Giáo tông Silvester I (mất năm 335 CN). Ngôi thánh đường này tọa lạc tại khuôn viên Quảng trường Thánh Silvester, ở ngã ba đường Via del Gambero và đường Via della Mercede, và nằm bên cạnh Tòa nhà Bưu điện Quảng trường Thánh Silvester.
Nhà thờ Thánh Silvester đệ Nhất được xây dựng vào thế kỷ 8, ban đầu là nơi cất giữ thánh tích của các thánh cùng các vị tử đạo từng sống trong hang toại đạo cũng như là một nhà thờ dân tộc để phục vụ khách hành hương đến từ đảo Đại Anh. Trong tiếng Latinh, cụm từ "in capite" ám chỉ tước hiệu của Giáo tông Silvester đệ Nhất và mang ý nghĩa là "Trưởng" trong ngữ cảnh trên. Vương cung thánh đường Thánh Silvester đệ Nhất nổi tiếng là nơi lưu giữ một thánh tích, được cho là một mảnh đầu của thánh Gioan Tẩy giả, nay được lưu giữ trong một nguyện đường phía bên trái lối vào vương cung thánh đường. Một ngôi nhà thờ khác tại Roma cũng được cung hiến cho thánh Giáo tông Silvester I có tên là San Silvestro al Quirinale.
Hồng y đẳng linh mục Vương cung thánh đường Thánh Silvester đệ Nhất hiện nay là Hồng y Louis-Marie Ling Mangkhanekhoun.